# Habayia
Habayia — вимерлий рід траверсодонтидових цинодонтів з пізнього тріасу Бельгії. Один зуб після ікла був знайдений в Хабе-ла-В'єй на півдні Бельгії. Судячи з розміру зуба, Habayia була дуже маленькою. Хабая жив під час ретійського періоду пізнього тріасу в той час, коли Західна Європа була острівним архіпелагом через високий рівень моря. Маленький розмір Хабаї може бути результатом острівної карликовості.